# Патум де Берга

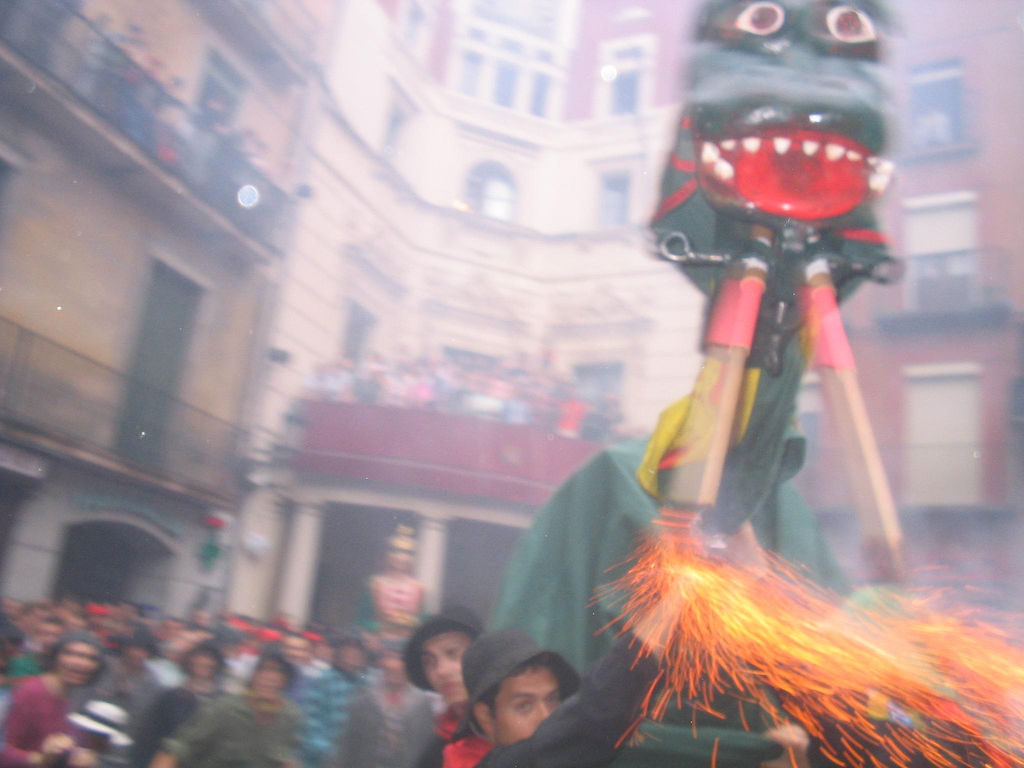
Патум-де-Берга

Пату́м де Берга, или просто Пату́м (кат. и исп. Patum de Berga) — популярный праздник, проходящий каждый год в каталонском городе Берга, когда отмечают праздник Тела и Крови Христовых. Праздник состоит в шествии мистических и символических фигур, танцующих под ритмы больших барабанов. Широко используется огонь и пиротехника.
Он объявлен «Традиционным фестивалем национальных интересов» Каталонии в 1983 году и Шедевром устного и нематериального культурного наследия ЮНЕСКО.

## Шествия
- El Tabal (барабаны)
- Turcs i Cavallets (турки и лошадки)
- Les Maces (булавы)
- Les Guites (мулы)
- L'Àliga (орёл)
- Els Nans Vells (старые карлики)
- Els Gegants (великаны)
- Els Nans Nous (новые карлики)
- Els Plens (дьявольские огни)

## Происхождение и значение
Кто посетит Бергу в четверг и в воскресенье Тела Христова, или в среду и субботу вечером, может легко почувствовать праздничную атмосферу Патума. Огонь, дым, прыжки, танцы, питьё доступны участникам праздника, зародившегося в Средние века. Великаны, черти, странные чудовища шествуют по городам Каталонии во времена Патум-де-Берга.
К Патуму питали интерес антропологи и фольклористы.
Хуан Амадес, писатель и исследователь каталонского фольклора, посвятил много страниц Патуму в его книге Обычаи Каталонии. Согласно Амадесу, «Нигде более не найдёте подобного празднества Тела и Крови Христовых, как в Берге».
Амадес отмечает, что некоторые древние танцевальные шествия создали этот праздник — танцы, содержащие великолепие и огромную жизненную силу. Эти танцы за пределом евхаристического чувства и являются ядром Патума, создавая «зрелище популярного театра, в котором есть нечто уникальное», пишет Амадес. Он говорит, что не знает иных мест в стране, где древние танцы были такими соразмерными и впечатляющими. Амадес уточняет, что эти танцы надо смотреть «в простоте театральной площади и бедноте деталей, которые были у людей, когда шло действо». Согласно его мнению, «Патум является документом археологической важности как спектакль из евхаристического праздника».
Мануэль Риу (каталонский писатель) в 1955 году рассмотрел Патум как «священную драму, мимическую и ритмическую, которая развивалась в пределах площади и является предшественником современного театра».

## Внешние ссылки
- Сайт Патума